# August Oetker

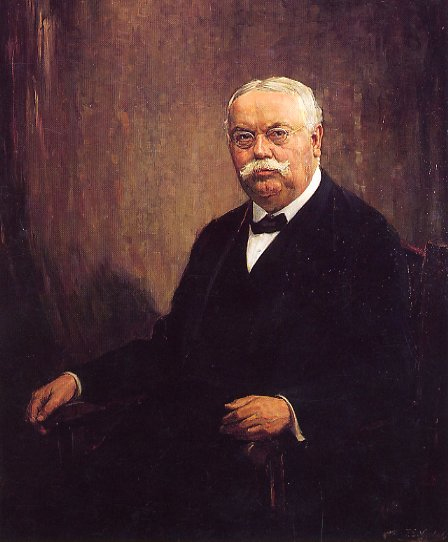
August Oetker

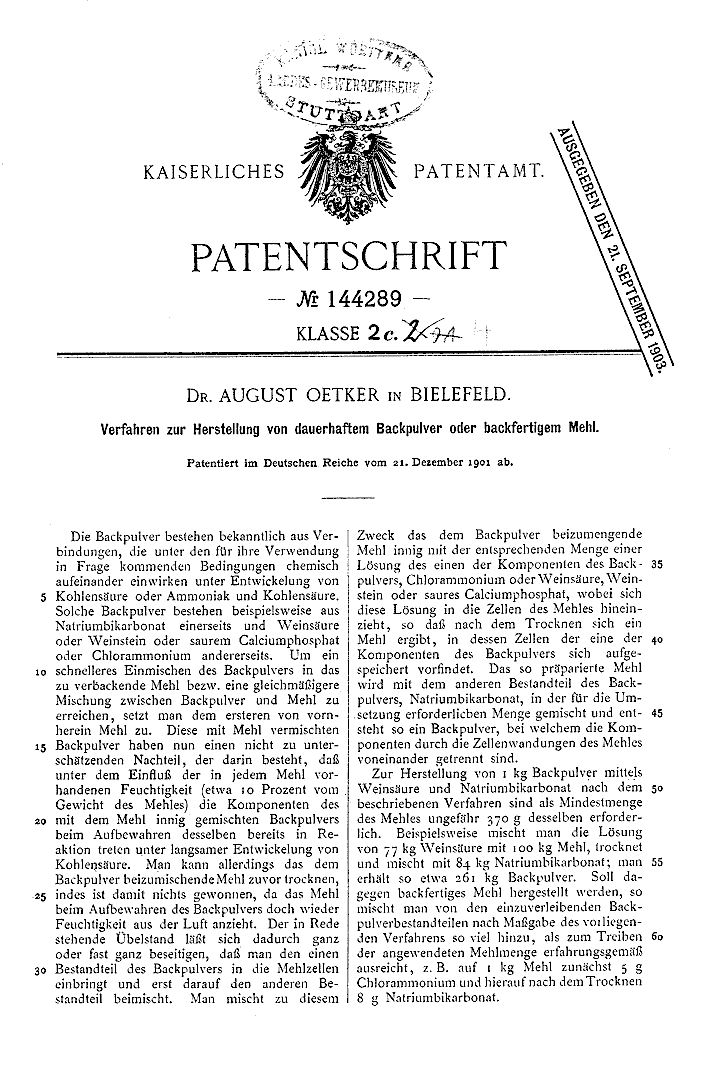

August Oetker (ur. 6 stycznia 1862 w Obernkirchen, zm. 10 stycznia 1918 w Bielefeld) – niemiecki aptekarz, założyciel przedsiębiorstwa Dr. Oetker. Popularyzator proszku do pieczenia.